# Mero, Dominica
Mero este un oraș din Dominica.